# 喬馬縣

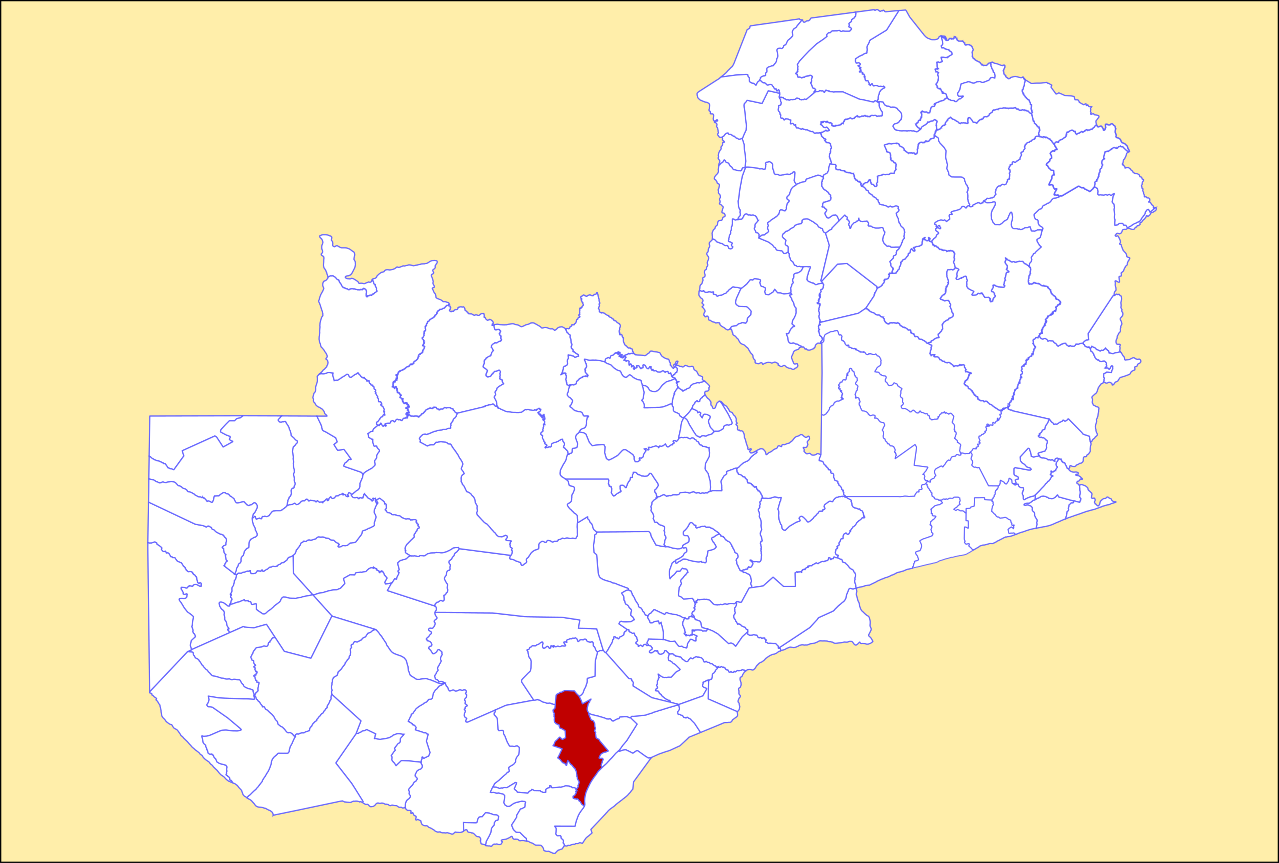

16°40′S 27°10′E / 16.667°S 27.167°E
喬馬縣（英語：Choma District），是贊比亞的縣份，位於該國南部，由南部省負責管轄，首府設於喬馬，面積7,296平方公里，2010年該縣份人口247,860，人口密度每平方公里34人。